# 2019臺北城市盃拳擊邀請賽
2019臺北城市盃拳擊邀請賽，是臺北市體育總會拳擊協會於2019年舉辦之國際業餘拳擊邀請賽事，賽事期間為2019年8月16日至8月18日，於臺北體育館1樓舉行。
。